# Crivitz
Crivitz est une ville de Mecklembourg-Poméranie-Occidentale en Allemagne, dans l'arrondissement de Ludwigslust-Parchim.

## Quartiers
- Augustenhof
- Badegow
- Basthorst
- Crivitz
- Gädebehn
- Kladow
- Muchelwitz
- Radepohl
- Wessin

## Personnalités liées à la ville
- Ferdinand von Dannenberg (1818-1893), général né à Wessin.
- Armin Kremer (1968-), pilote né à Crivitz.
- Janine Völker (1991-), joueuse de volley-ball née à Crivitz.

## Jumelages
- Bönningstedt (Allemagne) depuis le 10 mai 1991[1]
- Crivitz (Wisconsin) (États-Unis)